# Äsphult
Äsphult är kyrkbyn i Äsphults socken i Kristianstads kommun i Skåne.
Här ligger Äsphults kyrka.